# 1945 a filmművészetben

## Események
- január – Teljesen összeomlik a japán filmipar a növekvő anyaghiány és a művészek távolléte miatt.
- március 13. – 15 ezer technikus és szerelő részvételével megtartott sztrájk nyomán Hollywood filmstúdióiban megbénul a filmgyártás. A sztrájkolók magasabb béreket követelnek.
- március – Franciaországban létrejön a filmszekció a Tisztogatási Akciók Nemzeti Bizottságán belül.
- április 20. – A szövetségesek repülői szétbombázzák az Ufa babelsbergi központját, ezzel megbénul a német filmgyártás.
- Nagy-Britannia mozitulajdonosai megerősödve kerülnek ki a háborúból. A mozikat hetente 30 millió ember látogatja. Ez a háború előtti időszakhoz képest 50%-os növekedést jelent.

## Sikerfilmek
Észak-Amerika
1. The Valley of Decision – rendező Tay Garnett
2. Anchors Away – rendező George Sidney
3. Thrill of a Romance – rendező Richard Thorpe
4. Weekend at the Waldorf – rendező Robert Z. Leonard
5. State Fair – rendező Walter Lang
6. Férfiszenvedély – rendező Billy Wilder

## Magyar filmek
- A tanítónő – rendező Keleti Márton
- Hazugság nélkül - rendező Gertler Viktor

## Díjak, fesztiválok
Oscar-díj (március 15.)
- Film: A magam útját járom
- Rendező: Leo McCarey – A magam útját járom
- Férfi főszereplő: Bing Crosby – A magam útját járom
- Női főszereplő: Ingrid Bergman – Gázláng

## Filmbemutatók
- The Bells of St. Mary's – főszereplő Bing Crosby, Ingrid Bergman, rendező Leo McCarey
- Blithe Spirit, rendező David Lean, Noël Coward regénye alapján
- Brief Encounter, főszereplő Celia Johnson és Trevor Howard, rendező David Lean
- Szerelmek városa (Les Enfants du Paradis) – rendező Marcel Carné, forgatókönyv Jacques Prévert, főszereplő Arletty, Jean-Louis Barrault, Pierre Brasseur
- Dead of Night – rendező Alberto Cavalcanti, Charles Crichton
- Dillinger – rendező Max Nosseck
- Detour – rendező Edgar G.Ulmer
- The Clock, főszereplő Judy Garland, rendező Vincente Minnelli
- The House on 92nd Street – rendező Henry Hathaway
- Mom and Dad – rendező William Beaudine
- Elbűvölve, rendező Alfred Hitchcock, főszereplő Ingrid Bergman és Gregory Peck
- The Way to the Stars, főszereplő John Mills és Michael Redgrave, írta Terence Rattigan
- The Wicked Lady, főszereplő Margaret Lockwood és James Mason

## Rajzfilm sorozatok
- Mickey egér (1928–1953)
- Bolondos dallamok (1930–1969)
- Terrytoons (1930–1964)
- Merrie Melodies (1931–1969)
- Scrappy (1931–1941)
- Popeye, a tengerész (1933–1957)
- Color Rhapsodies (1934–1949)
- Donald kacsa (1937–1956)
- Goofy (1939–1955)
- Andy Panda (1939–1949)
- Tom és Jerry (1940–1958)
- Woody Woodpecker (1941–1949)
- Swing Symphonies (1941–1945)
- The Fox and the Crow (1941–1950)
- Red Hot Riding Hood (1943–1949)
- Droopy (1943–1958)
- Screwball Squirrel (1944–1946)

## Születések
- január 3. – Victoria Principal, színésznő
- január 3. – Szombathy Gyula, színész
- február 27. – Daniel Olbrychski, lengyel filmszínész
- február 16. – Jeremy Bulloch, angol színész († 2020)
- május 31. – Rainer Werner Fassbinder, rendező († 1982)
- június 3. – Ida Di Benedetto, színésznő
- június 15. – Harsányi Gábor, színész
- augusztus 14. – Steve Martin, színész, humorista
- augusztus 14. – Wim Wenders, rendező
- szeptember 21. – Jerry Bruckheimer amerikai producer
- szeptember 23. – Pálos Zsuzsa színésznő
- október 19. – Divine, színész, énekes († 1988)

## Halálozások
- március 30. – Balogh Béla, filmrendező
- július 13. – Alla Nazimova, ukrán származású színésznő
- augusztus 1. – Csortos Gyula, színész
- november 16. – Janovics Jenő, színész, rendező